# Lev Michajlovič Galler
Lev Michajlovič Galler (* jako Leo Julius Alexander Philipp von Haller rusky Лев Михайлович Галлер) (29. listopadu 1883 – 12. července 1950) byl ruský a sovětský námořní velitel a admirál.
Narodil se do baltoněmecké rodiny vojenského inženýra Philippa Michaela Hugo von Hallera. V roce 1905 vystudoval námořní školu a byl zařazen do stavu Ruského carského námořnictva. Během první světové války sloužil jako dělostřelecký důstojník, výkonný důstojník na bitevní lodi Slava a velitel torpédoborce Turkmeněc Stavropolskij. Po Říjnové revoluci z roku 1917 se přidal k bolševikům a podílel se na evakuaci lodí Baltského loďstva do Kronštadtu. Následně velel torpédoborci Mečeslav a bitevní lodi Andrej Pervozvannyj, poté se stal náčelníkem štábu Baltského loďstva během britské intervence na Baltu.
Po občanské válce získal velení nad divizí bitevních lodí na Baltu a následně velení nad celým Baltským loďstvem, které vykonával v letech 1932 až 1937. V roce 1938 se stal náčelníkem námořního štábu a o rok později zástupce lidového komisaře válečného námořnictva pro výstavbu lodí. V roce 1947 se dostal do čela Námořní akademie. V roce 1948 byl zatčen a uvězněn. Zemřel ve vazbě v roce 1950, roku 1953 byl plně rehabilitován.
Za své působení u sovětského námořnictva získal tři Řády Lenina, čtyři Řády rudého praporu, dva Řády Ušakova 1. třídy, Řád rudé hvězdy a několik medailí.